# Poema de los dones
El Poema de los dones es un poema de Jorge Luis Borges publicado en el libro Poemas (edición privada) en 1959. Fue reeditado en 1960 por Emece como parte del libro El hacedor. Le fue dedicado a María Esther Vázquez, que fue una escritora argentina, colaboradora y biógrafa de Borges. Su tema principal es el de la ceguera, y el cómo ha afectado a la vida artística del autor.

## Estructura
El poema consiste en diez cuartetos endecasílabos de rimas abrazadas, que tienen la estructura ABBA. La métrica regular se ve alterada por una variación en la segunda estrofa, donde pasa a la fórmula ABAB. En su biografía explica Borges su elección de determinadas formas poéticas: «Una consecuencia importante de mi ceguera fue mi abandono gradual del verso libre en favor de la métrica clásica. De hecho, la ceguera me obligó a escribir nuevamente poesía. Ya que los borradores me estaban negados, debía recurrir a la memoria. Es evidente que resulta más fácil memorizar el verso que la prosa, y el verso rimado más que el verso libre.»

## Temas

### La ceguera
En el Poema de los dones, la ceguera es el tema más relevante, pues Borges, a causa de un mal congénito, tuvo una pérdida progresiva de su visión. Sobre este tema habló Borges en una conferencia dada en 1977, donde menciona el carácter hereditario de su ceguera, poniendo como ejemplo a su padre y abuela, que también quedaron ciegos de adultos. Relaciona su condición con la creación del poema de la siguiente manera: «Poco a poco fui comprendiendo la extraña ironía de los hechos. Yo siempre me había imaginado el Paraíso bajo la especie de una biblioteca. Ahí estaba yo. Era, de algún modo, el centro de novecientos mil volúmenes en diversos idiomas. Comprobé que apenas podía descifrar las carátulas y los lomos. Entonces escribí el Poema de los dones». En la misma conferencia cita las primeras líneas del poema: «Nadie rebaje a lágrima o reproche / esta declaración de la maestría / de Dios, que con magnífica ironía / me dio a la vez los libros y la noche.»
Dijo también Borges: «Para la tarea del artista, la ceguera no es del todo una desdicha: puede ser un instrumento... Un escritor, o todo hombre, debe pensar que cuanto le ocurre es un instrumento; todas las cosas le han sido dadas para un fin y esto tiene que ser más fuerte en el caso de un artista... Esas cosas nos fueron dadas para que las transmutemos, para que hagamos de la miserable circunstancia de nuestra vida, cosas eternas o que aspiren a serlo... Si el ciego piensa así, está salvado. La ceguera es un don.»
Borges también usa el tema de la ceguera en muchas otras de sus obras. En el poema Junio, 1968 dice: «El hombre, que está ciego / sabe que ya no podrá descifrar / los hermosos volúmenes que maneja / y que no le ayudarán a escribir / el libro que lo justificará ante los otros, pero en la tarde / que es acaso de oro / sonríe ante el curioso destino / y siente esa felicidad peculiar / de las viejas cosas queridas.» En 1975 publicó en la colección de poemas La rosa profunda el poema El ciego, donde dice: «Lo han despojado del diverso mundo, / de los rostros, que son lo que eran antes.../ De los libros le queda lo que deja / la memoria, esa forma del olvido... / el tiempo minucioso, que en la memoria es breve, / me fue hurtando las formas visibles de este mundo.../ Ahora sólo perduran las formas amarillas / y sólo puedo ver para ver pesadillas.»

#### Groussac y Mármol
Dos predecesores de Borges en la Biblioteca Nacional sufrieron de ceguera: José Mármol y Paul Groussac. El primero vivió en el siglo XIX, pero al segundo Borges lo conoció. Groussac fue famoso como crítico despiadado y es citado por Borges en su ensayo Arte de injuriar. En su libro Discusión Borges le dedicó un ensayo y cuando Groussac murió en 1929 escribió una nota necrológica. Los pararalelismos biográficos llevaron a Borges a incluir a Groussac en su poema («Groussac o Borges, miro este querido / mundo que se deforma y que se apaga») y a plantear uno de sus temas favoritos: la evanescencia de la individualidad: «Al herrar por las lentas galerías / Suelo sentir con vago horror sagrado / Que soy el otro, el muerto, que habrá dado / Los mismos pasos en los mismos días.»

### La biblioteca
La autobiografía de Borges es importante para comprender la relevancia de las bibliotecas en su vida: «Si tuviera que señalar el hecho capital de mi vida, diría la biblioteca de mi padre. En realidad, creo no haber salido nunca de esa biblioteca.» Parte de su vida es ciertamente equiparable a la del narrador en La biblioteca de Babel: «Como todos los hombres de la Biblioteca, he viajado en mi juventud; he peregrinado en busca de un libro, acaso del catálogo de catálogos; ahora que mis ojos casi no pueden descifrar lo que escribo, me preparo a morir a unas pocas leguas del hexágono en que nací.» De la misma manera se habla en el poema de los libros infinitos, de las bibliotecas de los sueños, de los libros y la noche, de la biblioteca ciega y del paraíso como biblioteca.[cita requerida]